# Powers Lake (Dakota del Nord)
Powers Lake è un centro abitato (city) degli Stati Uniti d'America, situato nella Contea di Burke nello Stato del Dakota del Nord. Nel censimento del 2000 la popolazione era di 309 abitanti. La città è stata fondata nel 1909.

## Geografia fisica
Secondo i rilevamenti dell'United States Census Bureau, la località di Powers Lake si estende su una superficie di 3,20 km², dei quali 2,60 km² sono occupati da terre, e 0,60 km² da acque.

## Popolazione
Secondo il censimento del 2000, a Powers Lake vivevano 309 persone, ed erano presenti 84 gruppi familiari. La densità di popolazione era di 120 ab./km². Nel territorio comunale si trovavano 183 unità edificate. Per quanto riguarda la composizione etnica degli abitanti, il 97,73% era bianco, lo 0,32% era nativo e lo 0,32% era asiatico. Lo 0,32% della popolazione apparteneva ad altre razze e l'1,29% a più di una. La popolazione di ogni razza ispanica corrispondeva allo 0,97% degli abitanti.
Per quanto riguarda la suddivisione della popolazione in fasce d'età, il 21,7% era al di sotto dei 18, il 3,6% fra i 18 e i 24, il 23,0% fra i 25 e i 44, il 17,5% fra i 45 e i 64, mentre infine il 34,6% era al di sopra dei 65 anni di età. L'età media della popolazione era di 47 anni. Per ogni 100 donne residenti vivevano 82,8 maschi.